# Nemeura glauningi
Nemeura glauningi is een insect uit de familie van de Nemopteridae, die tot de orde netvleugeligen (Neuroptera) behoort. 
Nemeura glauningi is voor het eerst wetenschappelijk beschreven door Kolbe in 1901.